# مارتین دمیکلیس
مارتین گستون دمیکلیس (اسپانیایی: Martín Gastón Demichelis‎؛ زادهٔ ۲۰ دسامبر ۱۹۸۰) در سن لورنزوآرژانتین بازیکن فوتبال سابق اهل آرژانتین است.وی سرمربی فعلی باشگاه فوتبال ریور پلاته آرژانتین است.
وی سابقه عضویت در تیم‌های ریور پلاته، بایرن مونیخ، مالاگا، اتلتیکو مادرید، منچستر سیتی و اسپانیول را دارد.

## تیم ملی آرژانتین و جام جهانی ۲۰۱۴
او در لیست ۲۳ نفره آرژانتین برای جام جهانی ۲۰۱۴ قرار داشت.او در مقابل بلژیک روی نیمکت بود و در نیمه دوم وارد زمین شد.در نیمه نهایی در برابر هلند در ترکیب اصلی قرار داشت که آرژانتین در ضربات پنالتی ۲-۴ هلند را برد و به فینال رفت.او در بازی فینال در ترکیب اصلی آرژانتین بود و در آن بازی آرژانتین ۱-۰ باخت تا او با مدال نقره جام را با تیمش ترک کند.

## دوران مربی گری
در تاریخ ۲ آوریل ۲۰۲۱ بایرن مونیخ اعلام کرد که دمیکلیس و دنی شوارتس به عنوان سرمربی های جدید بایرن مونیخ ۲ شروع به کار خواهند کرد.